# SC Minyor Pernik
Il SC Minyor Pernik è una società di pallacanestro femminile di Pernik, in Bulgaria.
È stata vice campionessa di Coppa Ronchetti e due volte della Coppa dei Campioni.

## Palmarès
- Zheni A grupa: 6

1972, 1977, 1978, 1979, 1981, 1996
- Coppa di Bulgaria (pallacanestro femminile): 5

1978, 1979, 1981, 1988, 1990